# Johan August Öberg
Johan August Öberg (i riksdagen kallad Öberg i Landskrona), född 3 oktober 1842 i Landskrona församling, Malmöhus län, död där 7 november 1931, var en svensk vicekonsul och riksdagsman. Han var nederländsk vicekonsul i Landskrona 1875–1891.
Öberg var ledamot av riksdagens andra kammare 1882–1884, invald i Landskrona stads valkrets i Malmöhus län.. I riksdagen skrev han två egna motioner dels om vidgad rösträtt till andra kammaren och en om statistisk utredning i detta syfte.